# Jakub Filip Kierzkowski
Jakub Filip Kierzkowski herbu Krzywda (ur. 17 kwietnia 1771 w Smoszewie, zm. 1862) – polski żołnierz, pamiętnikarz, uczestnik powstania listopadowego.

## Życiorys
Pochodził z wielkopolskiej linii Kierzkowskich, rodu wzmiankowanego już w XV wieku, wywodzącego się z Kierzkowa w Ziemi Radomskiej.
W sierpniu 1788 zaciągnął się do wojska. Służbę rozpoczął jako kadet w 1 regimencie pieszym koronnym. Rok później awansuje na kaprala. Prawdopodobnie w tym stopniu wziął udział w wojnie polsko-rosyjskiej 1792. Wziął również udział w powstaniu kościuszkowskim, w bitwach pod Racławicami i Szczekocinami oraz obronie Warszawy. Walczył na Saint-Domingue w oddziałach utworzonych z żołnierzy Legionów Polskich we Włoszech pod dowództwem Karola Kniaziewicza, a w 1812 wziął udział w wyprawie moskiewskiej i kolejno w powstaniu listopadowym.
Jest autorem pamiętnika – „Pamiętniki Jakuba Filipa Kierzkowskiego kapitana wojska francuskiego, kawalera Krzyża Legii Honorowej, a na ostatku majora wojska polskiego 1831 roku” (I wyd. 1866).
Miał trzech synów i córkę. Jednym z jego synów był Aleksander Edward Kierzkowski, polityk kanadyjski, pierwszy poseł polskiego pochodzenia w kanadyjskiej Izbie Gmin.